# John Stuart (4e comte d'Atholl)
Pour les articles homonymes, voir John Stuart et John Stewart.
John Stuart ou John Stewart est un noble écossais du XVIe siècle mort le 24 avril 1579. Il est le quatrième comte d'Atholl, de 1542 à sa mort. Il est l'un des principaux défenseurs du catholicisme contre la Réforme écossaise sous le règne de Marie Stuart.

## Biographie
John Stuart est le seul fils du troisième comte d'Atholl, également nommé John Stuart (en), et de sa première femme Grizel Rattray. Il hérite du titre de comte à la mort de son père, survenue entre le 19 octobre et le 9 novembre 1542.
Fervent catholique, John Stuart apporte son soutien à la reine-mère Marie de Guise lorsqu'elle s'empare de la régence, en 1544, puis lorsqu'elle doit affronter les seigneurs protestants, réunis sous la bannière des Lords of the Congregation, à la fin des années 1550. Lorsque le Parlement d'Écosse réuni en 1560 vote les lois qui mettent en place la Réforme écossaise, le comte d'Atholl est l'un des trois seuls membres de la noblesse à voter contre ces mesures.
À son retour en Écosse, en 1561, la reine Marie Stuart nomme un conseil privé composé en majeure partie de protestants. John Stuart est l'un des seuls membres catholiques du conseil, avec le comte d'Erroll George Hay (en), le comte de Montrose William Graham (en) et le comte de Huntly George Gordon. Il reste fidèle à la reine jusqu'à l'assassinat de son mari Henry, Lord Darnley, et son remariage avec le comte de Bothwell James Hepburn, en 1567. Cette année-là, il fait partie des seigneurs qui se révoltent contre Marie et obtiennent, à la suite de la bataille de Carberry Hill, son abdication au profit de son fils Jacques VI. Il assiste au sacre du nouveau roi le 29 juin.
Après l'assassinat du régent, le comte de Moray James Stuart, en janvier 1570, John Stuart proclame son allégeance à la reine Marie, comme d'autres barons catholiques, mais leur cause n'emporte pas une adhésion suffisante. Il finit par se soumette au nouveau régent, le comte de Morton James Douglas, en avril 1573.
Dans les années qui suivent, John Stuart se consacre principalement à une querelle locale d'ordre juridictionnel avec le comte d'Argyll Colin Campbell. Les deux hommes se réconcilient formellement en 1577 et œuvrent à la chute du régent Morton, qui est contraint à la démission en mars de l'année suivante. Lorsque Morton tente de reprendre le pouvoir au mois de juillet, les comtes d'Argyll et d'Atholl réunissent leurs forces pour l'assiéger dans le château de Stirling avant qu'une trêve ne soit conclue.
John Stuart meurt le 24 avril 1579 au château de Kincardine. Le comte de Morton est soupçonné de l'avoir empoisonné, bien qu'ils se soient réconciliés avant sa mort et bien que Morton ait nié toute implication dans la mort du comte d'Atholl. Ce dernier est inhumé en la cathédrale Saint-Gilles d'Édimbourg le 4 juillet 1579.

## Mariages et descendance
John Stuart se marie avant le 26 mai 1547 avec Elizabeth Gordon, fille du comte de Huntly George Gordon. Ils ont deux filles, dont l'une, Elizabeth (en), épouse successivement le lord Lovat Hugh Fraser (en), puis le comte de March Robert Stuart (en), puis le comte d'Arran James Stuart.
Veuf, John Stuart se remarie le 1er avril 1557 avec Margaret Fleming, fille de Malcolm Fleming (en). Ils ont six enfants, dont un fils, John (en), hérite du titre de comte en 1579.